# Comté de Parmer
Le comté de Parmer, en anglais : Parmer County, est un comté situé dans le Panhandle, au nord de l'État du Texas aux États-Unis. Fondé le 19 novembre 1876, son  siège de comté est la ville de  Farwell. Selon le recensement des États-Unis de 2020, sa population est de 9 869 habitants. Le comté a une superficie de 2 292,5 km2, dont 2 281,2 km2 en surfaces terrestres. Il est nommé en référence à Martin Parmer, un pionnier et un vétéran de la révolution texane.

## Organisation du comté
Le comté est fondé le 19 novembre 1876, à partir de terres du comté de Young. Après plusieurs aménagements fonciers, il est définitivement organisé et autonome, le 7 mai 1907. 
Le comté est baptisé en référence à Martin Parmer (en),  un pionnier, juge, signataire de la déclaration d'indépendance du Texas,, ayant participé à la révolution texane.

## Géographie
Le comté de Parmer se situe au sud-est du Texas Panhandle, sur les hautes plaines de la Llano Estacado, au nord de l'État du Texas, aux États-Unis,. Il est bordé à l'ouest par le Nouveau-Mexique. À cette frontière passe le fuseau horaire de l'heure des Rocheuses.
Il a une superficie totale de 2 292,5 km2, composée de 2 281,2 km2 de terres et de 11,3 km2 de zones aquatiques. Le comté est drainé par le Running Water Draw (en), un ruisseau intermittent mais sujet aux débordements.
L'altitude varie de 1 158 m à 1 281 m.

## Comtés adjacents
|                                | Comté de Deaf Smith |                 |
| Comté de Curry Nouveau-Mexique | comté de Parmer     | Comté de Castro |
|                                | Comté de Bailey     | Comté de Lamb   |

## Démographie

Pyramide des âges du comté de Parmer (2000).

Lors du recensement de 2010, le comté comptait une population de 10 269 habitants. En 2017, la population est estimée à 9 842 habitants,.